# Pachymatisma bifida
Pachymatisma bifida är en svampdjursart som beskrevs av Burton 1959. Pachymatisma bifida ingår i släktet Pachymatisma och familjen Geodiidae.
Artens utbredningsområde är havet kring Maldiverna. Inga underarter finns listade i Catalogue of Life.